# Cecropis
Cet article possède un paronyme, voir Cercopis.
Genre
Le genre Cecropis comprend 9 espèces d'hirondelles classées auparavant dans le genre Hirundo.

## Liste des espèces
D'après la classification de référence du Congrès ornithologique international (ordre phylogénique) :
- Cecropis cucullata (Boddaert, 1783) – Hirondelle à tête rousse ;
- Cecropis rufula (Temminck, 1835) – Hirondelle rousseline ;
- Cecropis daurica (Laxmann, 1769) – Hirondelle striolée
- Cecropis melanocrissus (Rüppell, 1845) – Hirondelle de Rüppell ;
- Cecropis hyperythra (Blyth, 1849) – Hirondelle de Ceylan ;
- Cecropis badia (Cassin, 1853) – Hirondelle baie ;
- Cecropis abyssinica (Guérin-Méneville, 1843) – Hirondelle striée ;
- Cecropis semirufa (Sundevall, 1850) – Hirondelle à ventre roux ;
- Cecropis senegalensis (Linnaeus, 1766) – Hirondelle des mosquées.

Deux sous-espèces peuvent être considérées comme des espèces à part entière :
- Cecropis domicella – Hirondelle ouest-africaine : considérée ici comme sous-espèce de l'Hirondelle de Rüppell avec le nom Cecropis melanocrissus domicella ;
- Cecropis striolata considérée ici comme sous-espèce de l'Hirondelle striolée avec le nom Cecropis daurica striolata.